# Europa Shield
De IKF Europa Shield is een jaarlijks international zaalkorfbaltoernooi voor clubteams, georganiseerd door de International Korfball Federation.
De Europa Shield is een Europees toernooi, waarbij teams uit de A landen zijn uitgesloten. Het Europese toernooi waar de A landen wel aan meedoen is de Europacup.

## Winnaars
De Europa Shield bestaat sinds 2001. Dit is de lijst met toernooiwinnaars
| Jaar | Kampioen             |
| ---- | -------------------- |
| 2022 | niet gespeeld        |
| 2021 | niet gespeeld        |
| 2020 | Bec                  |
| 2019 | Bec                  |
| 2018 | Adler Rauxel         |
| 2017 | Bec                  |
| 2016 | Barcelona            |
| 2015 | Bec                  |
| 2014 | Vilanova             |
| 2013 | Vallparadís          |
| 2012 | KCC České Budějovice |
| 2011 | Vallparadís          |
| 2010 | Benfica              |
| 2009 | Vallparadís          |
| 2008 | Trojans              |
| 2007 | Trojans              |
| 2006 | Znojmo Modri Sloni   |
| 2005 | Mitcham              |
| 2004 | Znojmo Modri Sloni   |
| 2003 | KC Slavia Havířov    |
| 2002 | Znojmo Modri Sloni   |
| 2001 | KCC České Budějovice |